# Continental Club
De Continental Club is een bridgeclub in Amsterdam die op 16 januari 1889 werd opgericht als herensociëteit. Het is daarmee de oudste bridgeclub van Nederland.
In de eerste jaren kwamen de heren bijeen in het Amstel Hotel. Er werd bridge, biljart, domino, baccarat, skaat, Russisch poker en backgammon gespeeld. Later gebruikten de heren een zaal boven het Amstel café aan de overkant van de straat.
In de jaren dertig werd meer en meer bridge gespeeld. Dit ging ten koste van de andere spellen. In die tijd werd er altijd robberbridge gespeeld, meestal om geld. Gasten waren welkom, doch slechts op introductie van een lid, die dan borg stond voor zijn gast. De club genoot internationale faam en gasten kwamen uit Parijs, Barcelona en Wenen, maar ook uit New York en Chicago. Vaak waren het diamantairs.
Nadat de clubzaal in 1990 was afgebrand, werden ook dames toegelaten. In 2004 fuseerde de club met Amstelbridge, waarna ze verdergingen onder de naam Continental aan de Amstel.
Bekende leden waren de gebroeders Ernst en Frits Goudsmit en Maup Caransa. In 2014 werd het 125-jarig bestaan gevierd.